# Бэббит, Табита
Сара «Табита» Бэббит (9 декабря 1779 — 10 декабря, 1853) — американская изобретательница, член секты шейкеров в Массачусетсе. Считается изобретательницей циркулярной пилы и автором ряда других изобретений: усовершенствованной прялки и зубных протезов.

## Биография
Сара «Табита» Бэббит родилась в Хардвике, штат Массачусетс. Она была дочерью Сета и Элизабет Бэббит. 12 августа 1793 года она стала членом Гарвардской общины шейкеров.

## Изобретения
Бэббит, наблюдая за работой двух рабочих на лесопилке, поняла, что половина движений пильщиков тратится понапрасну. Продольная распиловка брёвен (роспуск) была очень сложной и трудоёмкой работой. Бревно пилили вдоль с помощью специальной двухметровой пилы с длинными ручками. В работе участвовали два человека — один находился на помосте сверху бревна, а второй внизу, в яме под помостом. Верхний пильщик должен был обладать большой физической силой, а на нижнего пильщика все время сыпался ворох опилок. За постоянством толщины распускаемой доски следил верхний пильщик, который направлял пилу по заранее намеченной линии. Таким образом, производство досок и бруса путём ручного распиливания было очень дорогим. Массового выпуска пиломатериалов при этом добиться было невозможно. Сара Бэббит поняла, что роспуск брёвен будет гораздо более эффективным при использовании циркулярной пилы с круглым лезвием. Первая циркулярная пила, сделанная ею, стала использоваться на лесопилке в Олбани, Нью-Йорк в 1813 году. Циркулярная пила вращалась с помощью водяного колеса, что позволило уменьшить усилия пильщиков при роспуске брёвен. Сара Бэббит не запатентовала изобретённую ей циркулярную пилу для того, чтобы другие люди могли беспрепятственно ею пользоваться. Но три года спустя два француза обнаружили описание циркулярной пилы в одной из газет и запатентовали её.
Утверждается также, что Сара Бэббит изобрела зубные протезы (искусственные зубы) и усовершенствовала конструкцию колеса прялки. Считается также, что она, независимо от другого изобретателя, Эли Уитни, придумала машину для изготовления гвоздей . Однако будучи религиозной женщиной и членом секты шейкеров, Сара Бэббит никогда не патентовала ни одно из своих изобретений.
Некоторые исследователи утверждают, что Сара Бэббит не могла изобрести циркулярную пилу. Их исследования показывают, что циркулярную пилу изобрели в 1793 году Амос Бишоп или Бенджамен Брюс из деревни шейкеров, которая называлась Маунт-Лебанон, а может быть, это и вовсе не изобретение шейкеров.
Сара Бэббит умерла в Гарварде, штат Массачусетс, в 1853 году.